# Aiquile
Aiquile ist eine Kleinstadt im Departamento Cochabamba im südamerikanischen Anden-Staat Bolivien. Sie wurde im Mai 1998 von einem starken Erdbeben heimgesucht. Danach war ein beinahe kompletter Wiederaufbau der Ortschaft notwendig.

## Lage im Nahraum

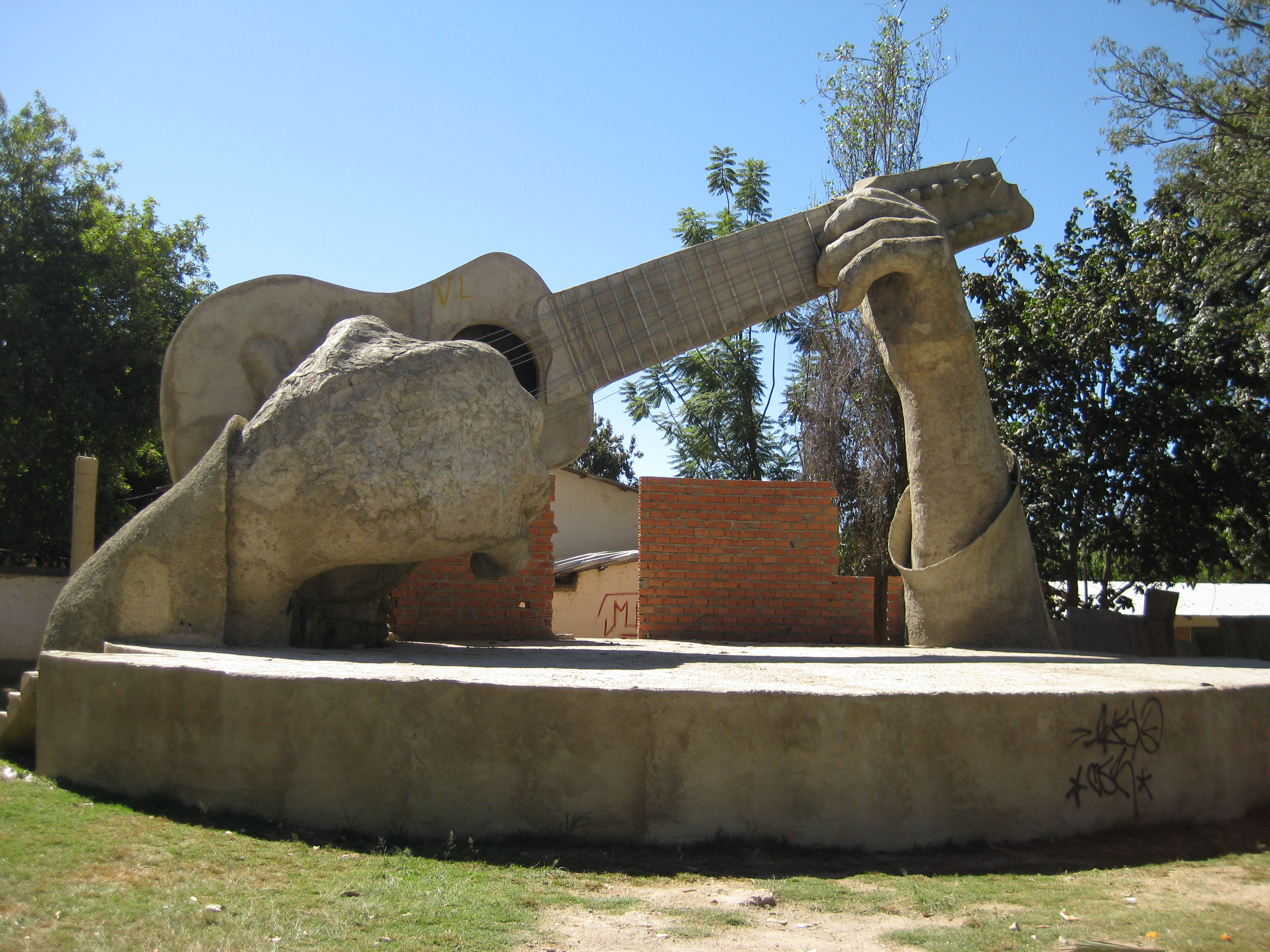
Charango-Denkmal in Aiquile

Aiquile ist der zentrale Ort des Municipio Aiquile und Sitz der Verwaltung der Provinz Narciso Campero. Der Ort liegt auf einer Höhe von 2260 m in einem Täler der Sierra de Catatiri, die sich zwischen Cordillera Oriental und Cordillera Central in Nord-Süd-Richtung erstreckt.

## Geographie
Aiquile liegt zwischen den Gebirgsketten der bolivianischen Cordillera Oriental und der Cordillera Central. Das Klima ist geprägt durch ganzjährig frühlingshafte Temperaturen und geringe Niederschläge.
Die Jahresdurchschnittstemperatur der Region liegt bei etwa 20 °C (siehe Klimadiagramm Mizque) und einem Jahresniederschlag von 550 mm. Der Sommer von Oktober bis März weist monatliche Durchschnittstemperaturen von 22 °C auf, kälteste Monate sind Juni und Juli mit gut 17 °C. Von April bis Oktober herrscht Trockenzeit mit Niederschlägen unter 20 mm, der Sommer weist von Dezember bis Februar Niederschläge von 110 bis 135 mm auf.

## Verkehrsnetz
Aiquile liegt 218 Straßenkilometer entfernt von Cochabamba, der Hauptstadt des Departamentos.
Die Stadt liegt an der 898 Kilometer langen Nationalstraße Ruta 5, die den bolivianischen Altiplano von Nordosten nach Südwesten durchquert. Nach Norden hin führt eine unbefestigte Landstraße über 89 Kilometer nach Epizana und trifft dort auf die Ruta 7, die von Cochabamba aus ins Tiefland nach Santa Cruz führt. Südlich führt die Ruta 5 in das 136 Kilometer entfernte Sucre und von dort weiter nach Westen zur chilenischen Grenze.
Aiquile verfügt über direkte Busverbindungen nach Cochabamba und Sucre. Des Weiteren war in Aiquile die Endstation der Bahnlinie von Cochabamba über Mizque. Diese Bahnlinie wurde dreimal pro Woche mit einem Ferrobus bedient. Die Reise nach Cochabamba dauerte mit dem Bus jedoch nur etwa halb so lange wie mit dem Ferrobus.

## Bevölkerung
Die Einwohnerzahl der Ortschaft ist in den vergangenen beiden Jahrzehnten um mehr als ein Drittel angestiegen:
| Jahr | Einwohner | Quelle       |
| ---- | --------- | ------------ |
| 1992 | 5 525     | Volkszählung |
| 2001 | 7 381     | Volkszählung |
| 2012 | 7 863     | Volkszählung |
| 2024 |           | Volkszählung |

## Religion

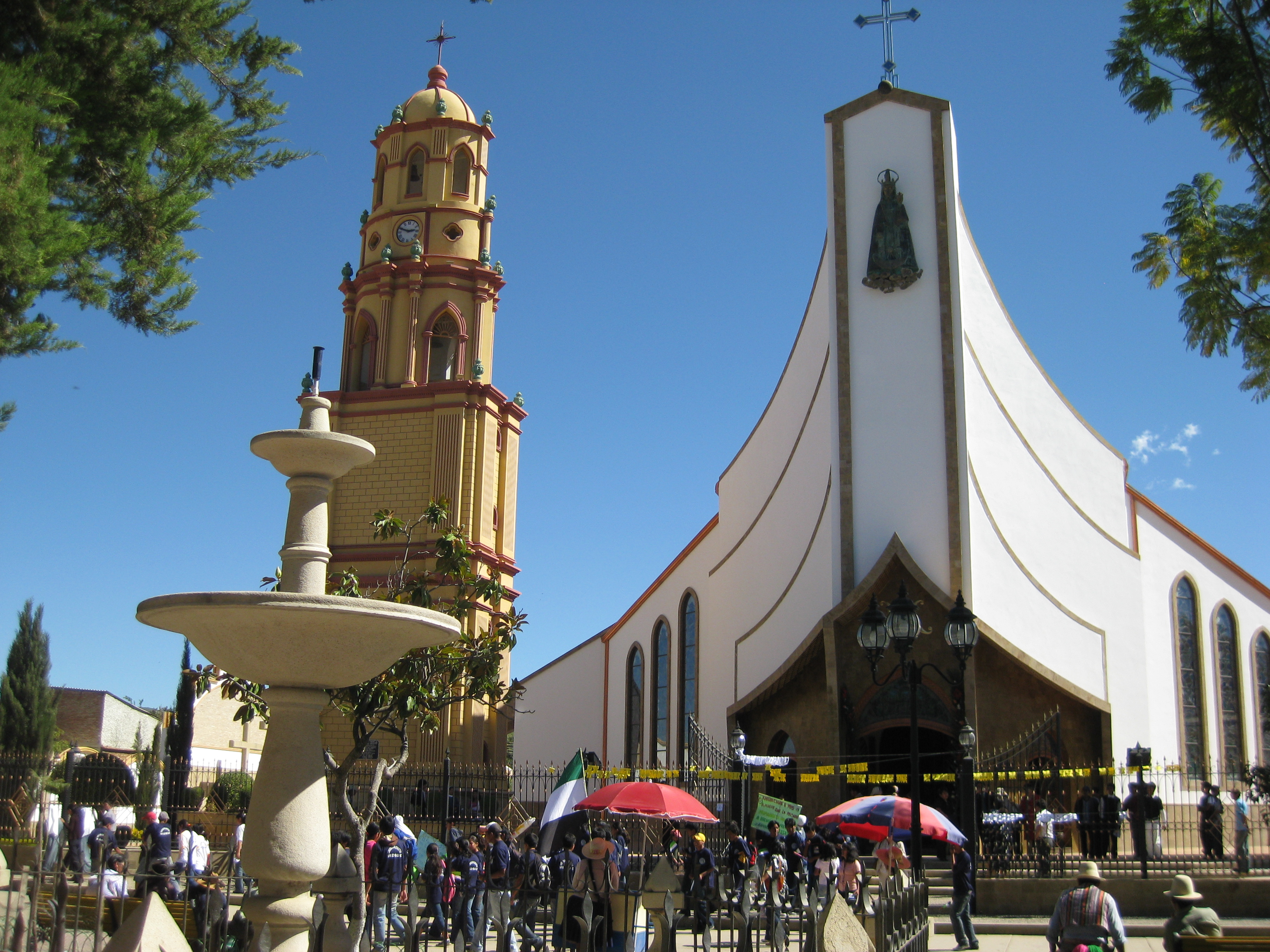
Kathedrale San Pedro Virgen de la Candelaria

Aiquile ist Sitz der römisch-katholischen Territorialprälatur Aiquile. Die Kathedrale San Pedro Virgen de la Candelaria ist die Hauptkirche.